# 24 hodin pro Pána
24 hodin pro Pána (italsky 24 ore per il Signore, anglicky 24 hours for the Lord) nebo také 24 hodin s Bohem je pastorační iniciativa katolické církve, kterou vyhlásila Papežská rada pro novou evangelizaci z podnětu papeže Františka. Papežovým cílem je vytvořit každoroční tradici, která bude probíhat před 4. nedělí postního období.

## V roce 2014
V každé diecézi, která se k ní připojila, měl být k dispozici alespoň jeden kostel, kde byla od 17.00 hod. v pátek 28. března do 17.00 hod. v sobotu 29. března 2014 příležitost k přijetí svátosti smíření a pokud možno také vystavena Nejsvětější Svátost k adoraci.
V České republice se k iniciativě alespoň zčásti připojily tyto kostely a chrámy:
- v pražské arcidiecézi
  - Praha-Nové Město – kostel Panny Marie Sněžné
- v litoměřické diecézi
  - Ústí nad Labem – kostel Nanebevzetí Panny Marie
  - Liberec – kostel sv. Antonína Velikého
  - Litoměřice – kostel Všech svatých
- v královéhradecké diecézi
  - Hradec Králové – katedrála sv. Ducha
- v českobudějovické diecézi
  - České Budějovice – katedrála sv. Mikuláše
- v plzeňské diecézi
  - Plzeň – katedrála sv. Bartoloměje
  - Ostrov – kostel sv. Michaela archanděla
- v olomoucké arcidiecézi
  - Olomouc – kostel Zvěstování Páně
  - Zlín – kostel sv. Filipa a Jakuba
- v brněnské diecézi
  - Brno – kostel sv. Máří Magdaleny
  - Brno – katedrála sv. Petra a Pavla
- v ostravsko-opavské diecézi
  - Ostrava-Moravská Ostrava – kostel sv. Josefa
- v Apoštolském exarchátu v České republice
  - Praha – katedrála sv. Klementa

## V roce 2015
Akce se konala také v roce 2015 ve dnech 13.–14. března.

## V roce 2016
V tomto roce akce proběhla 4.–5. března ve všech českých diecézích vyjma olomoucké arcidiecéze, kde se uskutečnila až o týden později 11. března.